# Злоупотребление циклодолом

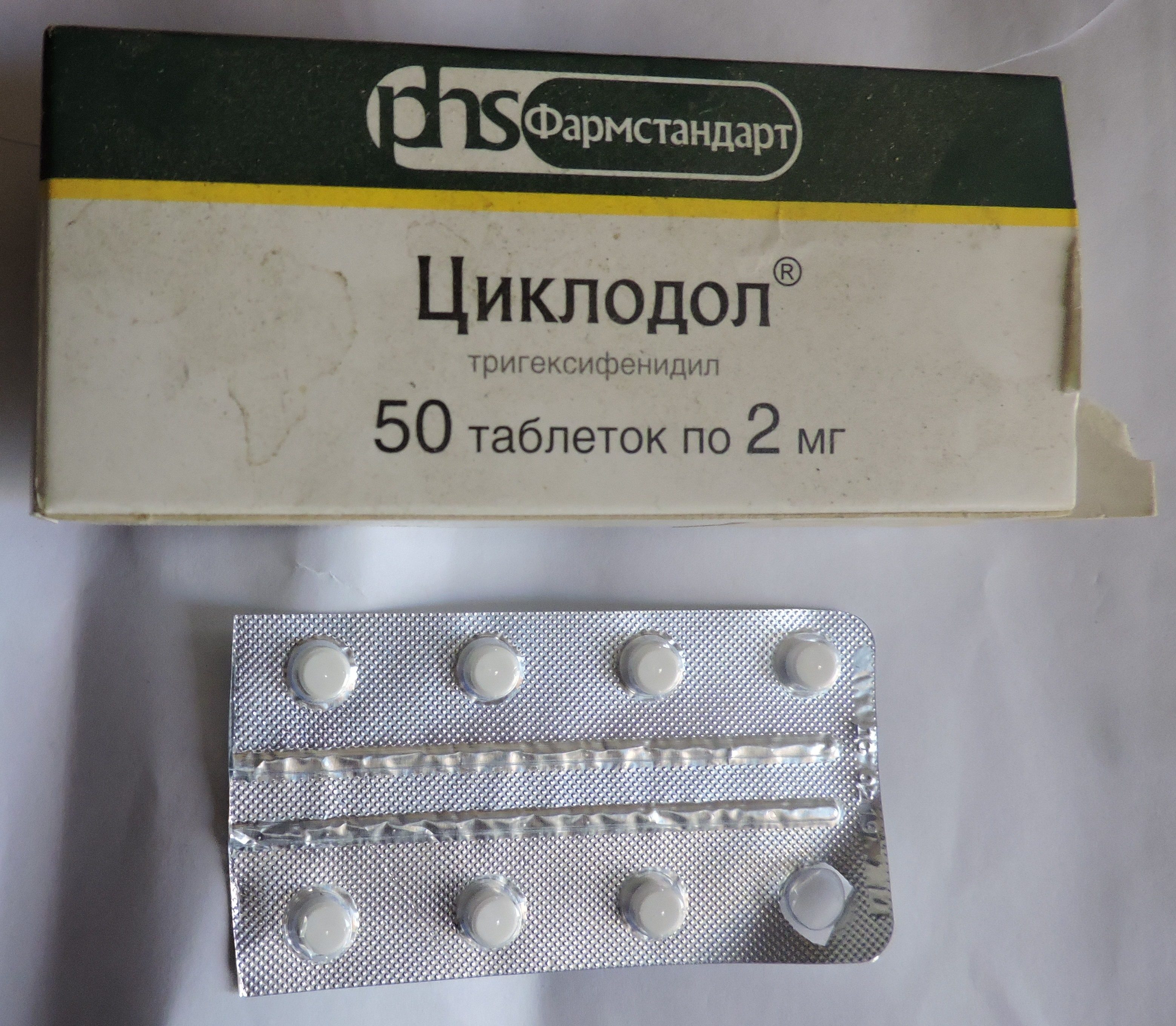
Циклодол

Злоупотребление циклодолом — использование холинолитика и противопаркинсонического средства циклодола (тригексифенидила) в рекреационных целях, которое может приводить к зависимости. В психиатрии циклодол часто назначается для лечения и профилактики экстрапирамидных побочных эффектов нейролептиков. Злоупотребление этим препаратом может возникать по причине его эйфоризирующего, опьяняющего и галлюциногенного эффекта. Так как циклодол не числится в российском государственном Перечне наркотических средств, юридически наркотиком он не является. Но, поскольку препарат вызывает очень сильную зависимость, злоупотребление  данным препаратом считается наркоманией.
При систематическом употреблении циклодола, как и других центральных холинолитиков, с немедицинскими целями возможны нарушения памяти, ориентировки во времени и пространстве, снижение интеллектуальных способностей и скорости реакции, тремор, хронические запоры. Однако эти изменения в большинстве случаев обратимы и исчезают через некоторое время после прекращения злоупотребления циклодолом.
Циклодоловая токсикомания часто сочетается с применением также и других токсических либо наркотических средств (гашиша, барбитуратов, алкогольных напитков, димедрола, транквилизаторов), в этих случаях её относят к политоксикоманиям. Зависимость от циклодола встречается в основном у подростков и людей молодого возраста, причём большинство из лиц, страдающих циклодоловой токсикоманией, до начала злоупотребления циклодолом уже употребляли другие психоактивные средства и принимать этот препарат начали ради его специфического, а именно галлюциногенного эффекта; с целью же опьянения циклодол применяют чаще всего при отсутствии других препаратов.
Диагноз циклодоловой токсикомании ставится, если есть данные о систематическом приёме циклодола в дозах, превышающих в 3 раза и более терапевтические.

## История злоупотребления
Циклодол является самым старым из лекарственных средств, используемых для лечения паркинсонизма. В рекреационных целях он начал применяться в СССР в конце 1950-х — начале 1960-х годов, после того как в психиатрической практике появился нейролептик аминазин, для лечения и профилактики экстрапирамидных побочных эффектов которого и стал назначаться циклодол. Поскольку аминазин в то время назначался для терапии шизофренических психозов чрезвычайно часто, циклодол тоже получил очень широкое распространение. Из психиатрических больниц он распространился в тюремную и лагерную среду, в которой его стали применять вместе с алкоголем, барбитуратами, «чифирем» (чрезвычайно крепким чаем) и пр.
По утверждению известного российского психиатра и нарколога А. Г. Данилина, циклодол явился советским аналогом фенциклидина «по степени распространенности и последствиям злоупотребления», крайней опасности применения препарата и быстро проявляющемуся и нарастающему «понижению умственного уровня». При этом, как и приём фенциклидина, приём циклодола в рекреационных целях редко приносит удовольствие, что, тем не менее, не помешало его широкой распространённости в СССР.
Циклодол и аналогичные ему препараты сохраняют свою популярность и в постсоветской России, их нередко продают на улицах наравне с наркотиками. Особенно часто циклодол стал применяться в школьной среде: А. Г. Данилин в своей монографии, опубликованной в 2001 году, отмечал, ссылаясь на рассказы наркоманов, что торговцы наркотиками часто предлагают школьникам 2—3-го класса эти якобы «безвредные таблетки, которые используются как лекарство». Многие из лиц, страдающих героиновой наркоманией, начали употреблять наркотики с приёма циклодола в школе или на танцах.

## Острая интоксикация, вызванная употреблением циклодола
Эйфория при применении циклодола возможна уже в случае употребления 2—3-кратных терапевтических доз препарата. Иногда она может развиваться и при приёме терапевтической дозы. Первые приёмы циклодола в некоторых случаях сопровождаются тошнотой, неприятными ощущениями в области желудка.
При приёме дозы, превышающей терапевтическую в 3—4 раза, интоксикация может ограничиваться эйфорией, болтливостью, лёгкими слуховыми и зрительными галлюцинациями через 20—30 минут после употребления. Первоначально при приёме небольшой дозы препарата его эффект может ограничиваться только эмоциональными расстройствами: эйфорией либо страхом; веселье и тревога порой чередуются друг с другом.
При приёме дозы, намного превышающей терапевтическую дозу препарата, наблюдаются 4 фазы острой интоксикации:
- Эйфорическая. Наблюдается спустя 20—25 минут после приёма циклодола и длится примерно 30—40 минут. Возникает чувство теплоты в конечностях, общее приятное самочувствие; звуки становятся чёткими, краски — яркими. Появляется эйфория с двигательным компонентом. В этой фазе опьянения человек много говорит, смеётся[1], выглядит рассеянным, несобранным, на вопросы отвечает поверхностно, действия и высказывания непоследовательны[6]. Люди, принявшие циклодол, общаются друг с другом, поют, танцуют и делятся впечатлениями о приёме препарата. Однако не у всех, кто принял циклодол, наблюдается эйфория: она встречается прежде всего у гипертимных личностей. У лиц астенической конституции в этой фазе могут возникать страх и параноидная установка, сочетающиеся с чувством расслабленности[5].
- Фаза суженного состояния сознания. Данная фаза длится от 2 до 3,5—4 часов, в зависимости от принятой дозы циклодола[9]. Появляется сонливость[2], заторможенность, человек принимает лежачее или полулежачее положение[1], исчезает стремление что-то делать, двигаться, говорить[5]. Возникает ощущение то жара, то холода. Присутствует ощущение головокружения[4], «невесомости», парения в воздухе; явления деперсонализации и дереализации (человек наблюдает себя как бы со стороны, предметы реального мира словно бы постоянно меняются, утрачивают свои очертания). Предметы воспринимаются как «мерцающие», зыбкие, текучие[9]. Однако эмоциональное восприятие предметов разнится у людей: если одни воспринимают их как устрашающие, то другие — как нечто приятное[9]. Мысли вялые, человек с трудом подбирает слова[1], ему крайне трудно общаться, формулировать мысли[4], осмысление речи окружающих затруднено[6]. Наблюдаются обрывы и остановки мыслей[2]. В этой фазе человек становится крайне безвольным и внушаемым[4]. Фаза суженного состояния сознания может смениться третьей фазой, или же состояние может подвергнуться обратному развитию[6].
- Галлюцинаторная фаза (развивается при высоких дозах препарата[1]; при высоких дозах может порой развиваться и минуя предыдущие фазы[5]). Длится от двух до четырёх часов[9]. Токсикоман постепенно перестаёт ориентироваться в месте и во времени, лица людей он видит искажёнными, их поведение воспринимает как необычное[5]. Возникают сначала элементарные галлюцинации (акоазмы, щелчки, звонки, отдельные звуки[1], яркие точки[5], блики, круги перед глазами[2]), затем галлюцинаторные образы, которые бывают зрительными и слуховыми[1]. Как правило, возникают образы людей либо животных, которые двигаются, разговаривают и порой отдают приказания[4]. Возможны также микроптические галлюцинации: человек видит мелких зверей или насекомых. У некоторых токсикоманов развиваются тактильные галлюцинации, при которых на теле и под кожей ощущаются ползающие насекомые, черви[10]. Галлюцинации при острой циклодоловой интоксикации могут быть приятными либо устрашающими; в зависимости от их содержания аффект может меняться от веселья к страху, ярости. Человек может видеть сцены убийства, отрубленные головы и т. п. Часто встречаются так называемые отрицательные галлюцинации: например, симптом «пропавшей сигареты»: человек видит у себя в руках сигарету, но как только подносит её ко рту, она исчезает, потом опять возникает в руках[5].
- Фаза выхода из интоксикации. Длится около суток, сопровождается астенией[1]. Человек испытывает тяжесть в теле, усталость до полного изнеможения. Появляется сильное желание уснуть, при этом чаще всего уснуть не удаётся[4]. Через 8—12 часов психическое состояние постепенно приходит в норму[9].

У подростков могут наблюдаться две стадии: эйфория (нередко с дереализацией) и делирий, между которыми иногда возникает период сна. Стадия наркотического сна может развиваться при приёме высоких доз циклодола и в особенности при его сочетании с алкоголем. Во время наркотического сна токсикоманы беспокойны, ворочаются в постели, что-то бормочут и вскрикивают. Им снятся яркие сны, о которых они впоследствии почти ничего не помнят. Как правило, сон длится несколько часов, иногда до 8—12 часов. После сна у части подростков не развивается делирий, а появляется лишь астения.
Многие из подростков, принимающих циклодол, описывают свои ощущения от первых опытов приёма как очень неприятные, используя слова «кошмар», «ужастики». В частности, лёгкость и чувство парения во второй фазе обычно связаны с чувством страха, тревоги. Тем не менее большинство подростков продолжают злоупотреблять препаратом.
Внешне состояние человека в состоянии интоксикации циклодолом немного напоминает алкогольное опьянение при отсутствии запаха алкоголя. Слизистые и кожные покровы сухие, бледные; наблюдается характерная «мутность» глаз, зрачки резко расширены, ослаблена их реакция на конвергенцию и аккомодацию, присутствует нистагм в крайних отведениях взора; координация движений нарушена, пульс учащён, кровяное давление умеренно повышено. Характерны застывания в мечтательной позе, при оклике токсикоман может вздрагивать.
Одномоментный приём большого количества циклодола (от 15—20 таблеток) может вызвать развитие психоорганического синдрома, проявляющегося нарушениями памяти, внимания, сообразительности и такими последствиями, как непродуктивность и поверхностность мышления, снижение критических способностей, достигающими в некоторых случаях степени органической деменции.

## Формирование зависимости
Употребление циклодола в дозе 8—20 мг (4—10 таблеток по 2 мг) на протяжении первых 1,5—2 месяцев вызывает эйфорию, состояние экзальтации в опьянении, которые сменяются неудовлетворённостью, подавленностью при воздержании. Развивается обсессивное влечение к циклодолу — самый стойкий и субъективно трудно переносимый признак психической зависимости, формирующейся при циклодоловой токсикомании очень быстро. Психическую зависимость при циклодоловой токсикомании порой подразделяют на эйфорическую и галлюцинаторную, так как одни токсикоманы принимают циклодол главным образом для того, чтобы достичь эйфории, другие для того, чтобы достичь галлюцинаций. Через год — полтора после начала употребления циклодола формируется физическая зависимость.
В начале циклодол принимают, как правило, эпизодически, нередко чередуют с употреблением других лекарств (обычно транквилизаторов). В этот период наблюдаются тошнота, тягостные ощущения в области желудка, страх, напряжённость. Данная стадия длится до 2—2,5 месяцев.

## Стадии циклодоловой зависимости

### Начальная (первая) стадия зависимости
Повышается толерантность к циклодолу, дозы его приёма увеличиваются до 25—30 таблеток. Главным симптомом на этой стадии являются аффективные колебания: в период действия препарата — эйфория, чувство блаженства, при воздержании от приёма — раздражительность, гневливость, неудовлетворённость, стремление повторить приём. Возникают первые признаки нарушения внимания, памяти, сообразительности. К сомато-вегетативным нарушениям относятся побледнение лица, порозовение щёк в форме бабочки, тремор рук, иногда конечностей, повышение мышечного тонуса. У мужчин нередко развивается снижение потенции.

### Средняя (вторая) стадия зависимости
Формируется в течение одного-полутора лет. Толерантность на этой стадии достигает дозы в 30—40 таблеток. Психическая зависимость проявляется не только обсессивным влечением, но и стремлением к получению ощущения психического комфорта в интоксикации. Развивается абстинентный синдром, который возникает спустя 20—30 часов после последнего приёма циклодола. При этом наблюдается тремор рук, всего тела, резко нарастает мышечный тонус, возникают боли в мышцах, крупных суставах, позвоночнике, скованность движений, тошнота, потливость.
Приблизительно через год после начала систематического злоупотребления циклодолом мелкие мышечные подёргивания переходят в судороги рук и лица. Токсикоман, к примеру, может непроизвольно непрерывно сжимать и разжимать в кулак пальцы рук. Человек неусидчив, постоянно вскакивает, совершает множество бессмысленных непроизвольных движений. При абстинентном синдроме эти расстройства усиливаются. Лицо маскообразное, сальное. Возникает нарушение ритма сердца, которое сопровождается тревогой, чувством страха. Влечение компульсивное, все мысли токсикомана сосредоточены на возможности добыть и принять циклодол. Вне приёма циклодола наблюдается общий психический и физический дискомфорт. Настроение изменчивое, злобно-раздражительное, присутствует гневливость. Подобное состояние при воздержании от приёма длится 10—12 дней, постепенно затухает, долго держится выраженный астенический синдром.

### Конечная (третья) стадия зависимости
На поздней стадии синдромы психической и физической зависимости усугубляются и становятся выраженными и грубыми. Развивается слабоумие, протекающее по органическому типу. Больные с трудом могут сосредоточить внимание, в особенности страдает фиксация новой информации (вплоть до фиксационной амнезии), страдает её сохранение в памяти и последующее воспроизведение. Резко снижена способность к абстрактному мышлению. Сужен круг интересов, сводящийся прежде всего к потребности в приёме циклодола. Нарушены высшие эмоции, в том числе привязанность к семье, к родителям и детям. Наблюдается почти постоянное состояние дисфории или депрессия; возможны суицидальные мысли и действия. Возникает психопатоподобное поведение возбудимого и астено-апатического типа. Может возникать также делирий. К последствиям хронической циклодоловой зависимости относятся тяжёлые органические поражения центральной нервной системы, сердечно-сосудистой и дыхательной системы. Психические изменения на третьей стадии зависимости приводят к серьёзной социальной дезадаптации.

## Осложнения и циклодоловый делирий
В случае врождённой органической неполноценности головного мозга связанные с циклодоловым абстинентным синдромом повышение мышечного тонуса и интенционный тремор, то есть дрожание мышц при совершении произвольных действий, могут стать развёрнутыми эпилептиформными припадками.
При тяжёлом протекании абстинентного синдрома возможно возникновение циклодолового делирия, проявляющегося яркими красочными галлюцинациями, для которых характерна калейдоскопичность, быстрая смена разнообразных эпизодов и картин. Галлюцинации могут быть как зрительными, так и слуховыми; они могут сочетаться с остро возникающим бредом преследования, бредом отношения, психомоторным возбуждением. Присутствует помрачение сознания. Циклодоловый делирий опасен, в частности, тем, что психически разница третьей фазы опьянения с галлюцинациями и состояния циклодолового делирия порой практически неразличима для токсикомана. При делирии возможно усиление отёка головного мозга.
Циклодоловый делирий обычно длится недолго — около суток, после этого на протяжении нескольких дней присутствует астения, вялость, сонливость днём и бессонница ночью. В очень редких случаях делирий переходит в сопор и кому.
Как правило, четырёх-пяти делириозных состояний организм перенести не может: при 4—5-м делирии токсикоман умирает.

### Лечение циклодолового делирия
Циклодоловый делирий лечится антихолинэстеразными средствами: галантамином, прозерином и физостигмином. Применяется 1% раствора подкожно со средней суточной дозой 1,0—2,0 мл.